# Live Dog
Albums de The Scabs
Dog Days Are Over
(1993) Sunset over Wasteland
(1995)
Live Dog, sorti en 1993, est le sixième album du groupe de rock belge The Scabs.

## L'album
Dernier album avec le guitariste Willy Willy.
Seul album des Scabs enregistré en public.
Live Dog est composé de deux CD : le premier est un enregistrement en public électrique, le second est acoustique.
À l'exception de deux titres, toutes les compositions ont été écrites par les membres du groupe.

## Les musiciens
- Guy Swinnen : voix, guitare
- Willy Willy : guitare
- Fons Sijmons : basse
- Frankie Saenen : batterie

## Les titres
- CD 1

1. Hello Lonesome - 3 min 37 s
2. Nothing on My Radio - 3 min 53 s
3. All You Ever Do - 5 min 45 s
4. Don't You Know - 3 min 28 s
5. Mama Is It Normal - 4 min 57 s
6. Hard Times - 4 min 59 s
7. Medicine Man - 3 min 25 s
8. Time - 3 min 57 s
9. Crime Wave - 4 min 22 s
10. Robbin The Liquor Store - 7 min 37 s
11. She's Jivin - 5 min 26 s
12. Rockin' in a Free World - 5 min 45 s
13. Like a Hurricane - 2 min 47 s
14. Keep on Driving - 3 min 31 s

- CD 2

1. Jodie - 4 min 45 s
2. Don't You Know - 4 min 05 s
3. Four Aces - 3 min 43 s
4. Can't Call Me Yours - 4 min 03 s
5. Tell Me About It - 4 min 04 s
6. Medicine Man - 3 min 50 s
7. Words - 3 min 58 s
8. Better Off Without Me - 4 min 40 s
9. Halfway Home - 4 min 27 s
10. Lucky Star - 6 min 02 s
11. Barkeep - 3 min 16 s

## Informations sur le contenu de l'album
- Albums sur lesquels se trouvent les versions studio :
  - CD 1 : Jumping the Tracks (titres 1, 2, 4, 10 et 14), Royalty in Exile (titres 6, 7, 8, 9), Dog Days Are Over (titres 3, 5, 11). Les titres 12 et 13 sont inédits en album
  - CD 2 : Inbetweenies (titres 1, 4), Jumping the Tracks (titres 1, 5), Dog Days Are Over (titre 3), Royalty in Exile (titres 6, 10, 11), Skintight (titres 8, 9). Le titre 7 est la face B du single Don't You Know et ne figure pas sur un album.
- Pascale Michiels assure les chœurs féminins et Dany Coen les chœurs masculins
- Mark Thijs assure les parties d'harmonica et de percussions
- Rockin' in a Free World  est une reprise de Neil Young (1989)
- Like a Hurricane est une reprise de Neil Young (1975)